# Joseph Deckert
Joseph Deckert (né le 5 avril 1924 et mort le 21 juin 2006 dans la même ville) est un footballeur français. Il évoluait au poste de milieu de terrain.

## Carrière

### Joueur
- 1946-1949 :  SR Colmar
- 1949-1955 :  RC Strasbourg
- 1956-1959 :  AC Arles
- 1959-1960 :  AS Giraumont

### Entraîneur
- 1960-1968 :   CSP Rehon
- 1968-1969 :  SR Colmar